# Marian Baryła

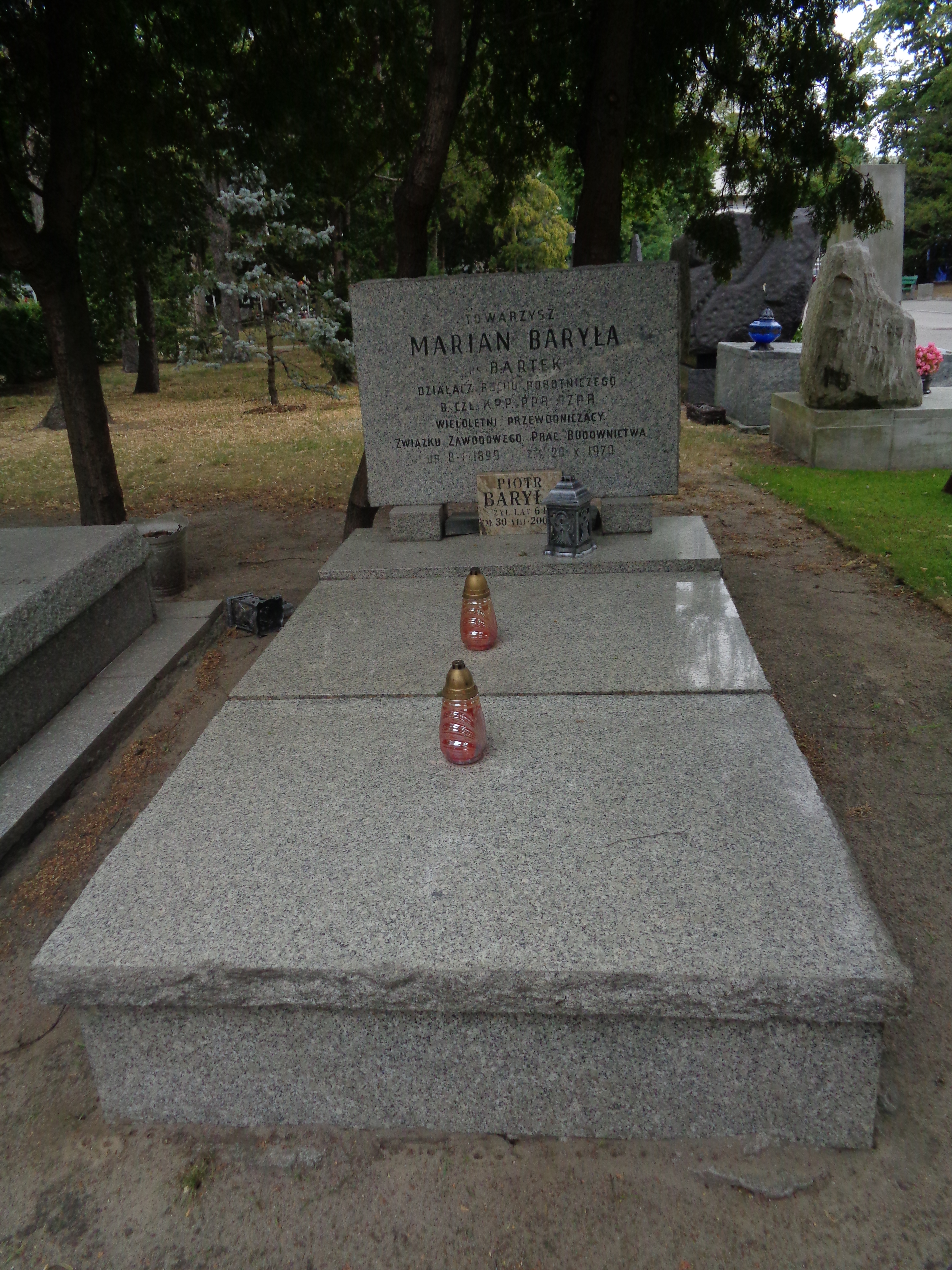
Grób Mariana Baryły

Marian Seweryn Baryła, ps. Bartek (ur. 8 stycznia 1899 w Warszawie, zm. 21 października 1970 tamże) – działacz KZMP, KPP, GL i AL, członek Sztabu Głównego GL i KC PPR, poseł do Krajowej Rady Narodowej oraz na Sejm 1947–1952.

## Życiorys
Był samoukiem. Po wybuchu I wojny światowej pracował przy okopach po stronie rosyjskiej. Rok później dostał się do niemieckiej niewoli, z której zbiegł w połowie 1918. Po powrocie wstąpił do POW i w listopadzie 1918 brał udział w rozbrajaniu Niemców. W 1918 wstąpił do KPRP (później przemianowanej na KPP). W 1919 powołano go do wojska i wkrótce aresztowano za wystąpienia przeciwko wojnie z Rosją sowiecką. Po dwuletnim pobycie w więzieniu podjął pracę w fabryce „Pocisk”, gdzie zorganizował komórkę partyjną. Od 1922 działał w Związku Młodzieży Komunistycznej (ZMK; następnie KZMP), a jednocześnie był członkiem Komitetu Dzielnicowego (KD) Warszawa-Praga. Na początku 1925 został ponownie aresztowany i skazany na 4 lata więzienia; karę odbywał m.in. na Pawiaku i na Mokotowie. Więzienie opuścił w końcu 1929. W tym samym roku został sekretarzem KD KPP Warszawa-Praga, a jednocześnie pełnił funkcję członka egzekutywy Komitetu Okręgowego (KO) KPP. W 1930 brał czynny udział w organizowaniu strajków, m.in. strajku tramwajarzy. W końcu 1930 został sekretarzem Okręgu KPP Piotrków Trybunalski-Radom-Częstochowa. W 1932 wrócił do pracy w Warszawie. Na konferencji warszawskiej w Gliwicach wybrano go delegatem na VI Zjazd KPP, który odbył się w październiku 1932 koło Mohylewa. W 1933 działał na terenie Zagłębia Dąbrowskiego, Śląska i okręgu Kraków. W 1935 został dokooptowany do egzekutywy warszawskiego KO KPP. Uczestniczył w pertraktacjach jednolitofrontowych z przedstawicielami Centralnego Komitetu Wykonawczego (CKW) PPS. W tym czasie został wybrany delegatem i uczestniczył w obradach VII Kongresu Kominternu (lipiec-sierpień 1935 w Moskwie). Następnie skierowano go do dalszej działalności w okręgu Łódź Podmiejska. W 1936 wrócił do Warszawy i działał zarówno w Lewej, jak i Prawej Podmiejskiej. W październiku tego roku został aresztowany i osadzony w Berezie Kartuskiej, gdzie przebywał 9 miesięcy. Po opuszczeniu Berezy w 1937 kontynuował działalność w KPP w Warszawie aż do rozwiązania partii.
We wrześniu 1939 był dowódcą jednej z kompanii Robotniczej Brygady Obrony Warszawy. Po zakończeniu działań wojennych znalazł się w Białymstoku, gdzie wstąpił do Wszechzwiązkowej Komunistycznej Partii (bolszewików) (WKP(b)). Jesienią 1941 powrócił do Warszawy. Od stycznia 1942 włączył się do pracy nad rozbudową PPR i GL, Wkrótce wszedł w skład kierownictwa PPR i został członkiem Sztabu Głównego GL. Działalność organizował początkowo głównie na terenach Warszawa-Lewa i Prawa-Podmiejska (od jesieni 1942 był sekretarzem PPR Okręgu Warszawa-Lewa Podmiejska). Na przełomie lat 1943/1944 działał na terenach północnego Mazowsza, wchodzącego w skład Łódzkiego Obwodu PPR. W marcu 1944 jako pełnomocnik KC PPR objął stanowisko sekretarza PPR Obwodu Kielecko-Radomskiego. Był współorganizatorem 1 Brygady AL im. Ziemi Kieleckiej, a także konspiracyjnej Kieleckiej Wojewódzkiej Rady Narodowej (WRN), której pierwsze posiedzenia miało miejsce 23 lipca 1944 r. w Chańczy.
Brał udział w powstaniu warszawskim (walczył na starówce, Woli i Żoliborzu), a po jego upadku przeszedł w okolice Płocka, Sierpca i Płońska, gdzie nadal prowadził pracę organizacyjną i działalność bojową. Po wyzwoleniu, do 1948 był członkiem KC PPR, a następnie (1949–1952) przewodniczącym Zarządu Głównego Związku Zawodowego Pracowników Budownictwa i Przemysłu Materiałów Budowlanych. Od 3 maja 1945 był posłem do Krajowej Rady Narodowej, reprezentując Polską Partię Robotniczą. 1947–1952 poseł na Sejm.  
Został pochowany 23 października 1970 z honorami wojskowymi na Cmentarzu Wojskowym na Powązkach (kwatera 2A-tuje-1). W pogrzebie wzięli udział członkowie najwyższych władz PRL, m.in. Władysław Gomułka, Zenon Kliszko, Ignacy Loga-Sowiński, Ryszard Strzelecki i Mieczysław Moczar.

## Ordery i odznaczenia
- Order Sztandaru Pracy I klasy
- Złoty Krzyż Zasługi (18 stycznia 1946)[4]
- Krzyż Partyzancki
- Medal za Warszawę 1939–1945 (17 stycznia 1946)[5]